# Kelfkensbos
Het Kelfkensbos is een straat in het stadscentrum van Nijmegen. De straat loopt van de Derde Walstraat tot de Hertogstraat.

## Geschiedenis
De straat is genoemd naar een gelijknamig bos dat zich op deze plaats bevond. Dit bos werd ook wel Kalverbosch genoemd; in het Nijmeegs is "kelfke" het woord voor kalfje. Mogelijk werd de naam pas later geassocieerd met burgemeester Anton Kelffken (sommige bronnen noemen Johan Kelffken), die het in bos in de zeventiende eeuw zou hebben laten aanplanten. Vrijwel alle bomen werden in 1831-1840 omgehakt.
In het midden van de 15e eeuw werd nabij het Kelfkensbos de Sint-Gertrudiskapel opgericht. Deze kapel verdween weer grotendeels bij het versterken van de stadswal in de 16e eeuw. Daarvoor moet hier van de 7e tot halverwege de 13e eeuw de Gertrudiskerk hebben gestaan, de voorloper van de Sint-Stevenskerk.

## Archeologische vondsten
Bij opgravingen in 1980 werden op het Kelfkensbos twee delen van de Romeinse Godenpijler gevonden. Het monument wordt als bewijs aangevoerd voor de claim dat Nijmegen de oudste stad van Nederland is. Sinds 2002 staat op het plein de zonnewijzer Noviomagus, een kunstwerk van Rutger Fuchs en Ram Katzir dat op deze Godenpijler is geïnspireerd.

## Huidige inrichting en gebruik
Aan de straat bevindt zich een plein voor Museum het Valkhof met daarachter het Hunnerpark. Onder het plein ligt een parkeergarage, de Kelfkensbosgarage. 
Het plein wordt onder meer gebruikt voor de markt. Tijdens de jaarlijkse Vierdaagsefeesten bevindt zich hier een van de hoofdpodia. 
Aan de westkant van het plein staat een kunstwerk van blauwe buizen door Narcisse Tordoir.  Aan de oostzijde, niet ver van het Valkhof,  bevindt zich de Belvédère, een voormalige waltoren.